# Tanin condensé

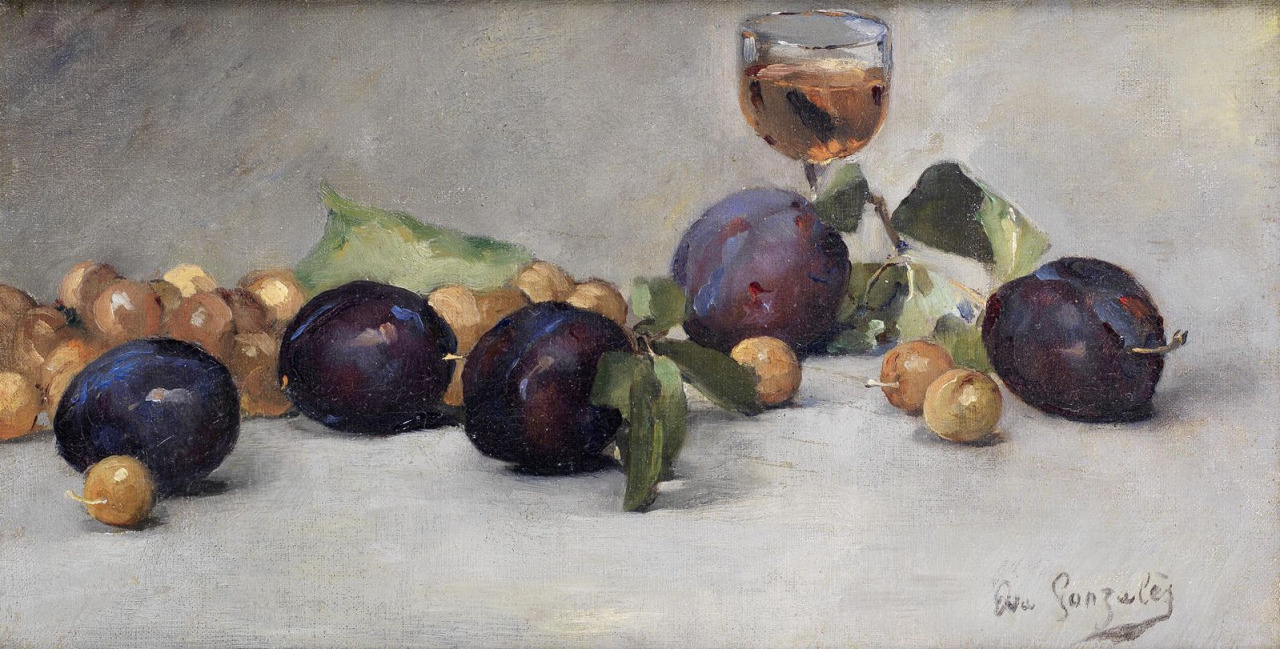
Prunes, raisins, verre de vin, E. Gonzales, v. 1871.

Les tanins condensés, appelés aussi tanins catéchiques, proanthocyanidines ou proanthocyanidols, sont des polymères de flavanols. Ils sont constitués d'unités de flavan-3-ols liées entre elles par des liaisons carbone-carbone de type 4→8 ou 4→6 (voir la structure ci-dessous). Ils forment un groupe important de composés phénoliques provenant de la condensation de molécules de flavonoïdes.
Ces tanins sont très abondants dans certains végétaux consommés par l'homme comme les prunes, fraises et pommes ou des boissons comme le vin.
Ce sont eux qui confèrent une astringence à ces produits alimentaires.
D'autre part, leur aptitude à piéger les radicaux libres pourrait réduire les risques de maladies cardiovasculaires et de cancer et ils accéléreraient de 50 % la vitesse de cicatrisation des plaies superficielles.

## Définition
Les tanins condensés sont des composés non hydrolysables mais qui peuvent être dépolymérisés en anthocyanidols lorsqu'ils sont traités à chaud par un acide. Ils sont habituellement dénommés d'après l'anthocyanidol ainsi libéré. Par exemple, le monomère (+)-catéchol (un flavan-3-ol) est une unité constitutive du dimère catéchol-(4α→8)-catéchol que l'on nommera procyanidol B-3 en raison de sa dégradation en milieu acide en cyanidol. De nombreux tanins condensés sont des polymères de catéchol. C'est la raison pour laquelle on dénomme aussi les tanins condensés « proanthocyanidol » ou « proanthocyanidines » (sur le modèle de l'anglais proanthocyanidins). Les hydroxyles OH sont dans les mêmes positions sur le monomère et le produit de dépolymérisation, seul change le cycle central.
| monomère                               | polymère                                                         | produit de dégradation |
| FLAVAN-3-OL →                          | TANIN CONDENSE =PROANTHOCYANIDOL (exemple)                       | → ANTHOCYANIDOL        |
| (+)-Catéchine                          | Catéchol-(4α→8)-catéchol =Procyanidol B-3                        | Cyanidol               |
| (-)-Epigallocatéchol (+)-Gallocatéchol | (+)-Gallocatéchol-(4→8)-(-)épigallocatéchol = Prodelphinidol B-4 | Delphinidol            |

En milieu acide à chaud, la libération de cyanidol est typique des procyanidols, celle de delphinidols caractérise les prodelphinidols. Les anthocyanidols sont des pigments très colorés.
Les liaisons entre les unités flavaniques se font entre le cycle C et le cycle A, lorsqu'elles ont lieu entre les cycles A et A ou A et B, on ne les classe pas dans les proanthocyanidols stricto sensu (comme la theasinensine).
Jack Masquelier, de l'université de Bordeaux, a été le premier dans les années 1950 a mener une étude approfondie des composés flavaniques de l'écorce de pin et des pépins de raisin. Il détermina la structure chimique de nombreux composés chimiques de la série catéchique et déposa plusieurs brevets sur la purification des procyanidines oligomères (sous le nom commercial de pycnogénol) et leurs utilisations thérapeutiques.
Les termes de oligo-proanthocyanidines (OPC), oligo-procyanidines, ou procyanidines oligomériques ou polymériques sont aussi utilisés.

## Structures des tanins condensés
Il existe une douzaine d'unités monomères flavanols entrant dans la construction des tanins condensés. Elles peuvent en outre être substituées par l'acide gallique ou par des sucres, généralement en position 3 et parfois en position 5 et 7.
Flavanols et anthocyanidols comportent tous trois cycles : un cycle A avec en général un ou deux hydroxyles OH, un hétérocycle C avec des carbones asymétriques 2 et 3 (et un hydroxyle en 3), et un cycle B avec un hydroxyle OH (afzeléchol, épiafzeléchol), deux OH (catéchol et épicatéchol), trois OH (gallocatéchol, épigallocatéchol). Les composés avec la configuration cis- (2R,3R) ont un nom préfixé par épi-, les autres sont dans la configuration trans- (2R,3S).
| hydroxyle OH en C-3 (parfois estérifié par O-gallate) |                       |                       |                             |                         |
| FLAVAN-3-OL (monomère)                                | Hydroxyles du cycle A | Hydroxyles du cycle B | PROANTHOCTANIDOL (polymère) | ANTHOCYANIDOL (produit) |
| afzeléchol, épiafzeléchol                             | 5,7                   | 4'                    | propélargonidol             | pélargonidol            |
| catéchol, épicatéchol                                 | 5,7                   | 3',4'                 | procyanidol                 | cyanidol                |
| gallocatéchol, épigallocatéchol                       | 5,7                   | 3',4',5'              | prodelphinidol              | delphinidol             |
| guibourtidinol, épiguibourtidinol                     | 7                     | 4'                    | proguibourtinidol           | guibourtinidol          |
| fisétidinol, épifisétidinol                           | 7                     | 3',4'                 | profisétinidol              | fisétinidol             |
| robinetidinol, épirobinetidinol                       | 7                     | 3',4',5'              | prorobinétinidol            | robinétinidol           |

La liaison interflavanique des unités est majoritairement de type C-4 → C-8 parfois C-4 → C-6.
Dans la nature, les deux groupes de proanthocyanidols les plus abondants sont les procyanidols et les prodelphinidols.
Si une deuxième liaison apparait entre le cycle C et le cycle A (de type 2→O→7 éther), on parle de proanthocyanidols de type A. Ceux avec une seule liaison 4→8 ou 4→6 sont dits de type B.
Par additions successives d'unités flavanols, il se forme des dimères, trimères et jusqu'à des polymères pouvant compter plusieurs dizaines d'unités élémentaires.

### Dimères
Les proanthocyanidols dimériques les plus simples sont les procyanidols (ou procyanidines).
- Procyanidols de type B-1, B-2, B-3 et B-4

Ce sont des dimères constitués à partir des deux unités (+)-catéchol et (-)-épicatéchol, liées en C-4 → C-8.
- Procyanidols de type B-5, B-6, B-7 et B-8

Ce sont des dimères constitués aussi à partir des deux unités (+)-catéchol et (-)-épicatéchol mais avec une liaison en C-4 → C-6.
Il existe aussi des O- et C-glucosides de procyanidols, par exemple chez la rhubarbe et le théier.
- Prodelphinidols : ce sont des dimères construits sur le même modèle mais avec le gallocatéchol et l'épigallocatéchol.

Certains de ces dimères ont été isolés à l'état de gallates chez les hamamélis.
- Proanthocyanidols de type A

Proanthocyanidol A-1

Ce sont des dimères ayant une liaison interflavanique double : 

1) liaison C-4 → C-8 et 
2) liaison éther C-2 → O → C-7
- propélargonidols et prodelphinidols sont plus rares

- On trouve des profisétinidols[9] constitués de deux monomères différents : (-)-fisétinidol-(4,8)-(-)-épicatéchol dans le Guibourtia coleosperma, une fabacée africaine.

- Dans l'écorce de Stryphnodendron adstringens, une fabacée du Brésil, il a été trouvé plusieurs prorobinetinidols[10] : robinétinidol-(4β → 8)-épigallocatéchine, robinétinidol-(4α → 8)-épigallocatéchine, robinétinidol-(4β → 8)-épigallocatéchine 3-O-gallate, robinétinidol-(4α → 8)-épigallocatéchine 3-O-gallate, etc.

### Oligomères
Ils se forment par additions successives d'unités flavaniques.

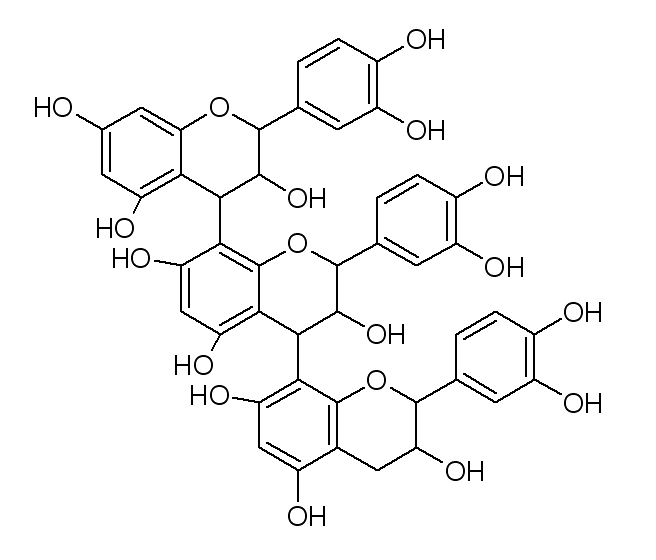
proanthocyanidol C1

- Trimère C-1 : formés de trois épicatéchols avec des liaisons 4β→8
- Trimère C-2 : formés avec trois catéchols liés 4β→8
- Trimères et oligomères peuvent aussi être formés par addition d'unités flavaniques sur un dimère doublement lié (de type A).

### Polymères
Les structures polymériques des proanthocyanidols sont constituées d'une unité supérieure, d'une unité intermédiaire réitérée et d'une unité inférieure. Le nombre moyen d'unité monomériques définit le degré moyen de polymérisation.
Les pépins de raisins contiennent des proanthocyanidols formés de 4 à 18 unités flavanol monomères et jusqu'à 30 unités dans la pellicule. Mais certains polymères naturels peuvent aller jusqu'à une cinquantaine d'unités. Ils tendent alors à être insolubles et difficiles à étudier.
Les polymères les plus largement répandus sont des poly-épicatéchols et des copolymères procyanidol-prodelphinidol avec pour la plupart des liaisons interflavaniques C4→C8.
Les unités inférieures (ou terminales) peuvent contenir des flavonoïdes autres que les flavanols. Par exemple, l'écorce de certains pin contient des quantités mesurables de flavanones qui en raison de leur fonction carbonyle en C-4 peuvent seulement être présents dans l'unité terminale.

## Distribution chez les végétaux

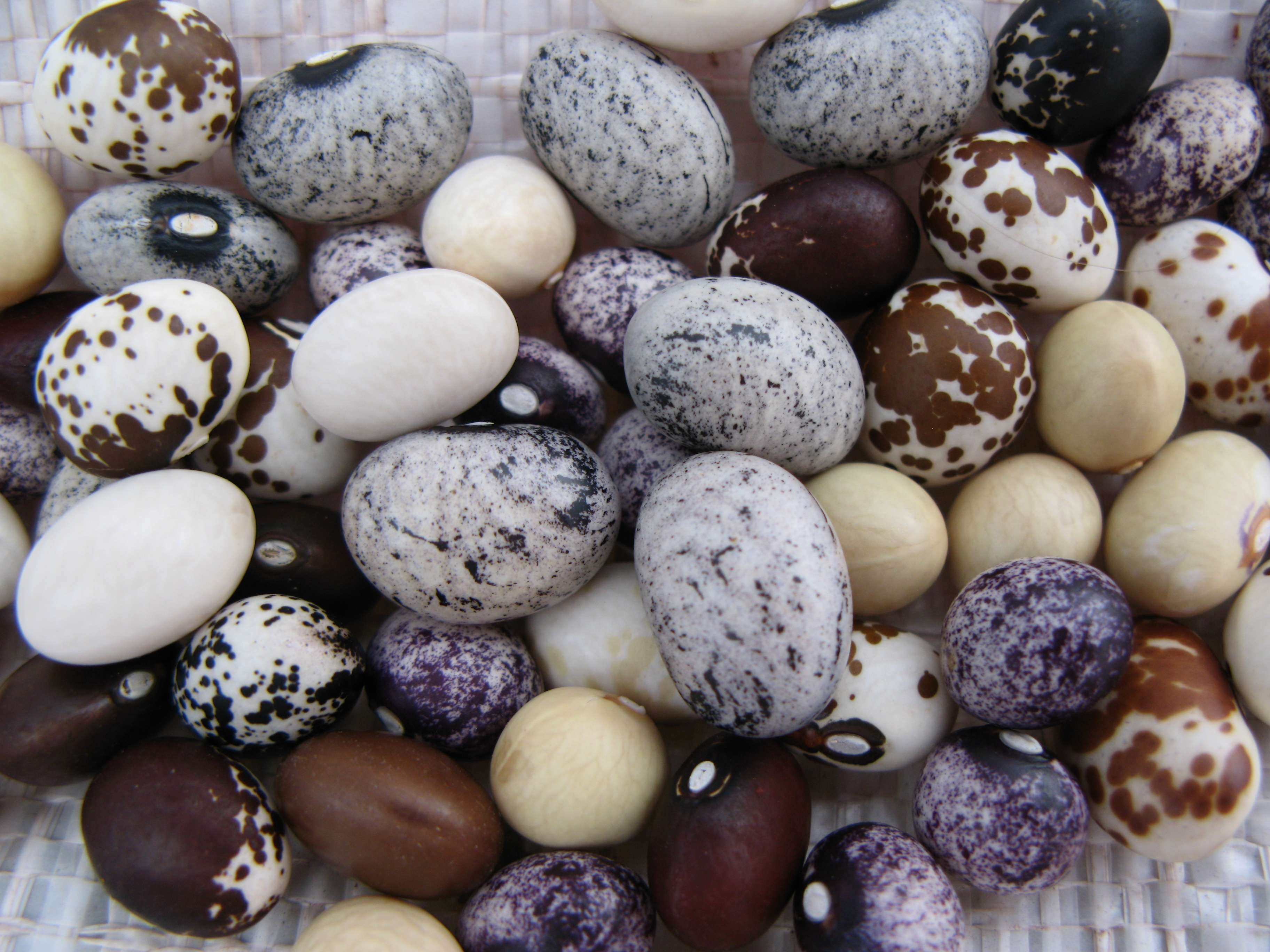
Phaseolus vulgaris, haricots communs, Pérou.

### Aliments et boissons d'origine végétale
Le légume le plus riche en proanthocyanidols est de loin le haricot commun. Les pois et lentilles en contiennent très peu. Les carottes et aubergines en sont dépourvues.
Les fruits les plus riches sont par ordre décroissant : prune, fraise, cassis, pomme, raisin noir. Les noisettes, noix et cannelle sont aussi très riches. Un fruit nord américain, l'aronie à fruits noirs, bat tous les records,,.
| Les proanthocyanidols des légumes, fruits et noix teneur moyenne en mg/100 g MF, d'après la base de l'INRA et Gu et als (2004) |         |          |           |            |                       |       |
| Végétal | Dimères | Trimères | 4-6 mères | 7-10 mères | Polymères (>10 mères) | Total |
| Aronie à fruit noir Aronia melanocarpa                                                                                         | 12,5    | 10,3     | 40,3      | 52,9       | 542,6                 | 658,6 |
| Haricot commun, cru Phaseolus vulgaris                                                                                         | 25,3    | 25,2     | 107,9     | 105,5      | 325,3                 | 589,2 |
| Noisette Corylus avellana | 12,5    | 13,6     | 67,7      | 74,6       | 322,4                 | 490,8 |
| Noix de pécan Carya illinoinensis                                                                                              | 42,1    | 26,0     | 101,4     | 84,2       | 223,0                 | 476,7 |
| Prune fraîche Prunus domestica                                                                                                 | 23,6    | 20,5     | 57,3      | 36,6       | 89,1                  | 227,1 |
| Amande Prunus dulcis | 9,5     | 8,8      | 40,0      | 37,7       | 80,3                  | 176,3 |
| Fraise Fragaria x ananassa | 6,5     | 6,5      | 28,1      | 23,9       | 75,8                  | 140,8 |
| Cassis Ribes nigrum | 3       | 2,3      | 8,7       | 9,7        | 113,6                 | 137,3 |
| Pomme, entière Malus pumila | 12,0    | 7,8      | 26,5      | 22,4       | 32,6                  | 101,3 |
| Raisin noir Vitis vinifera | 2,0     | 1,5      | 6,1       | 6,2        | 44,6                  | 60,4  |
| Noix Juglans regia | 5,6     | 7,2      | 22,1      | 5,4        | 20,0                  | 60,3  |
| Groseille Ribes rubrum | 2       | 1,5      | 6,9       | 7,9        | 41,2                  | 59,5  |

Toutes ces grandeurs indiquent des ordres de grandeur car il faut savoir que les variations peuvent être très importantes sur un même produit d'une année à l'autre et suivant les variétés cultivées et les techniques de cultures. Pour les produits transformés, s'ajoutent les variations sur les processus de transformation.
Toujours d'après l'étude déjà citée, de Gu Liwei et al (2004) sur des produits qu'ils se sont procurés dans quatre régions des États-Unis et au cours de deux saisons,
le jus de raisin et le vin sont les meilleures sources de proanthocyanidols pour les boissons.
La bière l'est beaucoup moins et le café pas du tout.
| Les proanthocyanidols des boissons en mg/100 ml MF, d'après Gu et als (2004) |          |         |          |           |            |                       |       |
| Végétal                                                                      | Monomère | Dimères | Trimères | 4-6 mères | 7-10 mères | Polymères (>10 mères) | Total |
| jus de raisin                                                                | 1,8      | 3,4     | 1,9      | 8,0       | 6,9        | 30,3                  | 52,3  |
| vin rouge                                                                    | 2,0      | 4,0     | 2,7      | 6,7       | 5,0        | 11,0                  | 31,4  |
| chocolat au lait (boisson)                                                   | 0,4      | 2,20    | 0,0      | 0,0       | 0,0        | 0,0                   | 2,6   |
| bière                                                                        | 0,4      | 1,1     | 0,3      | 0,4       | nd         | nd                    | 2,2   |

Pour le vin, le cépage et le millésime semblent jouer un rôle déterminant. Une étude comparative, menée en 2001 et 2002 en Uruguay, sur trois cépages différents, cultivés dans la même région, avec les mêmes techniques culturales et vinifiés dans les mêmes conditions, a montré le plus grand potentiel phénolique du Tannat par rapport au Cabernet-Sauvignon et au Merlot.
| Composition flavanique de vins en 2002 en mg/100 ml, d'après González-Neves et als |        |                    |        |
| Vin                                                                                | Tannat | Cabernet-Sauvignon | Merlot |
| Catéchine                                                                          | 190,85 | 104,34             | 109,94 |
| Proanthocyanidols                                                                  | 405,14 | 239,06             | 197,67 |
| Total                                                                              | 595,99 | 343,40             | 307,61 |

La même analyse menée l'année précédente, en 2001, avait donné des valeurs presque moitié pour les proanthocyadidols du tannat :
- tannat : 208,9 mg/100 ml
- cabernet-sauvignon : 171,8 mg/100 ml
- merlot : 144,9 mg/100 ml

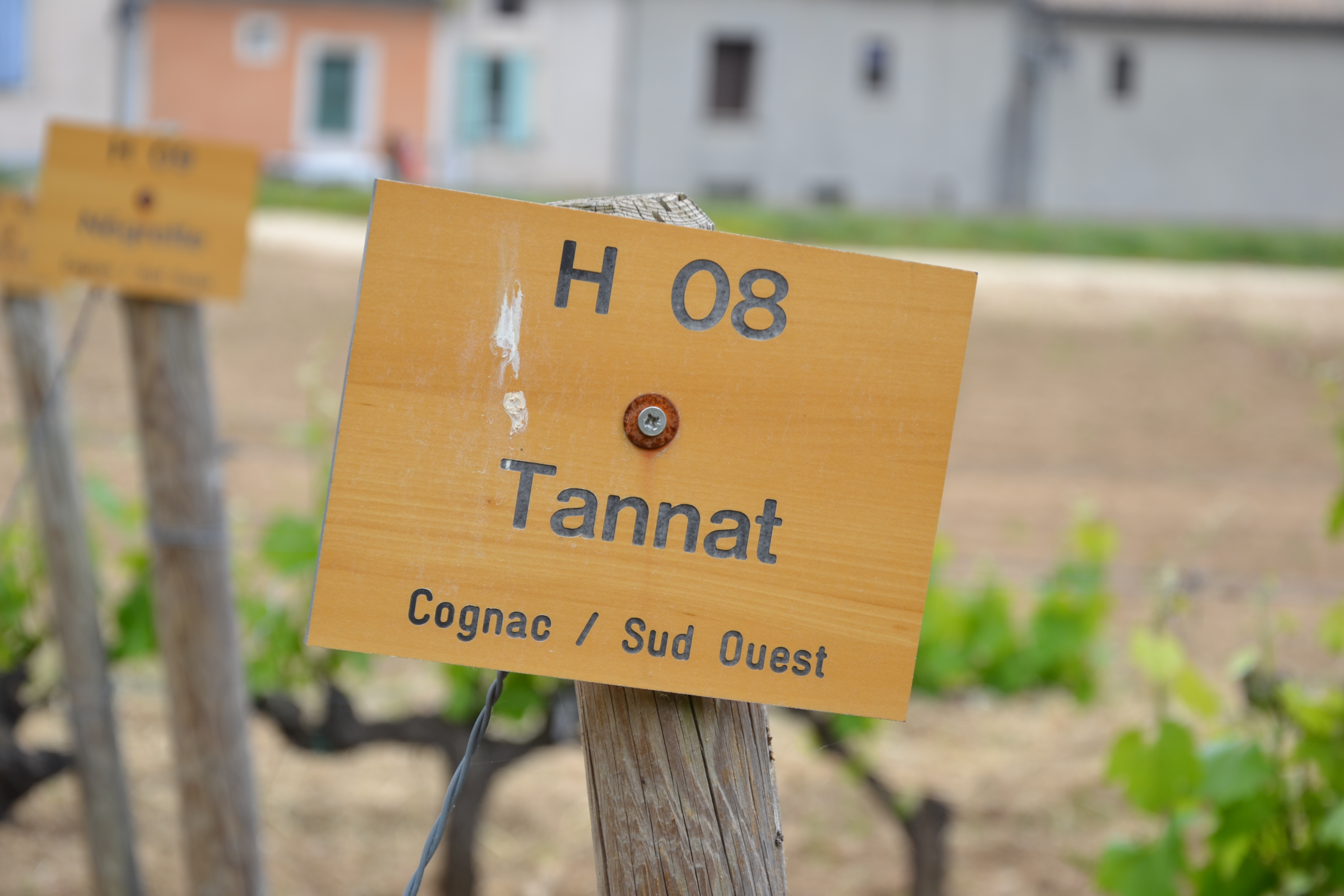
Panneau de cépage Tannat, Cognac en Charente.

mais encore très supérieures aux données américaines (6,6 fois). Roger Corder qui a mené des analyses sur des vins de différentes régions du monde confirme ce classement :« D'après mon expérience en la matière, le cépage donnant les vins les plus riches en procyanidines est le Tannat, l'un des cépages traditionnels du Sud-Ouest de la France. ». Durant le vieillissement, la concentration en tanins condensés diminue rapidement.
La technique de vinification joue aussi un rôle déterminant puisque plus le temps de macération du moût en présence des pellicules et des pépins est grand, plus importante est l'extraction des procyanidines. C'est pourquoi Roger Corder affirme que « Les procyanidines sont pratiquement absentes du jus de raisin, car elles sont surtout présentes dans les pépins et ne se dissolvent dans le vin qu'au moment de la fermentation ».
Bien que le thé soit une boisson très riche en flavanols monomères, il n'entre pas dans les comparaisons avec le vin en raison de la nature différente de ses oligomères flavaniques (la theasinensine à liaison 2 → 2' entre les deux cycles A ou le gallate biflavaniques à liaison 8 → 8' ne sont pas classés dans les proanthocyanidols stricto sensu).

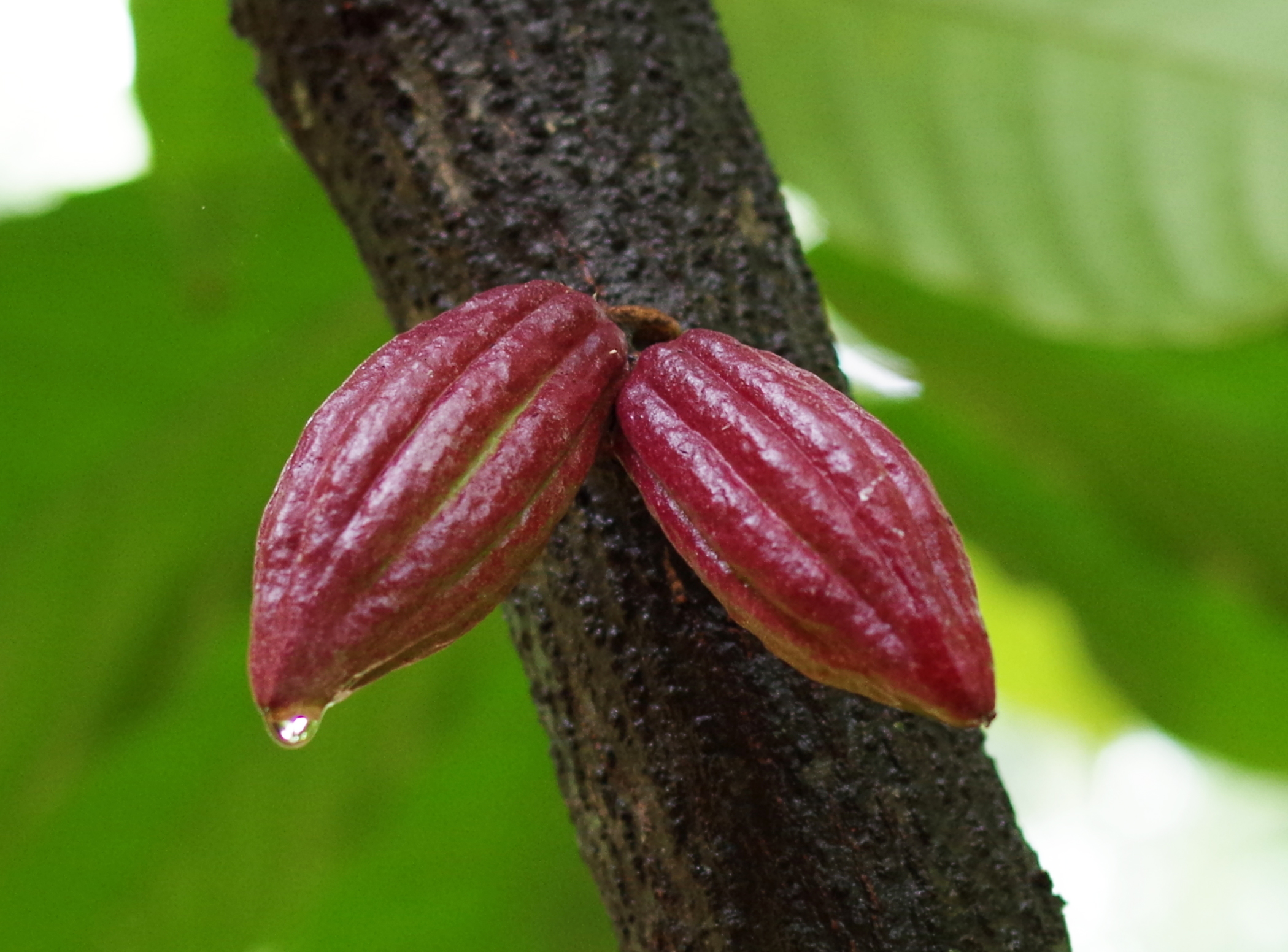
Cabosse de cacao sur l'arbre, Sri Lanka.

Les fèves de cacao sont un des fruits les plus riches en proanthocyanidols mais les processus modernes de fabrication du chocolat en éliminent la plus grande partie. La plupart des marques de chocolat du marché contiennent peu de procyanidols mais d'après Roger Corder le chocolat noir à forte teneur en cacao venant de l'Équateur en est le plus riche. Gu et ses collaborateurs (2004) donnent une concentration de proanthocyanidols et catéchine de 246 mg/100 g d'un chocolat noir de marque et origine inconnues. Il suffirait donc de 16 g de ce chocolat pour obtenir la même quantité de proanthocyanidol qu'un verre (125 ml) de vin californien qu'ils ont aussi analysé mais il en faudrait 303 g pour équivaloir au verre de tannat uruguayen de 2002 de qualité exceptionnelle. Corder donne une fourchette beaucoup plus restreinte « 25 à 30 g d'un « bon » chocolat noir contenant 70 à 85 % de cacao...sont équivalents à 125 ml de vin rouge riche en procyanidines ».
Ce résultat donne un ordre de grandeur en accord avec l'étude comparative des contenus en flavonoïdes du chocolat et du vin menée au Brésil où Pimentel et al (2010) ont trouvé qu'il faut 31 g de chocolat noir à 71 % pour obtenir la même quantité de flavonoïdes qu'un verre de 125 ml de tannat.

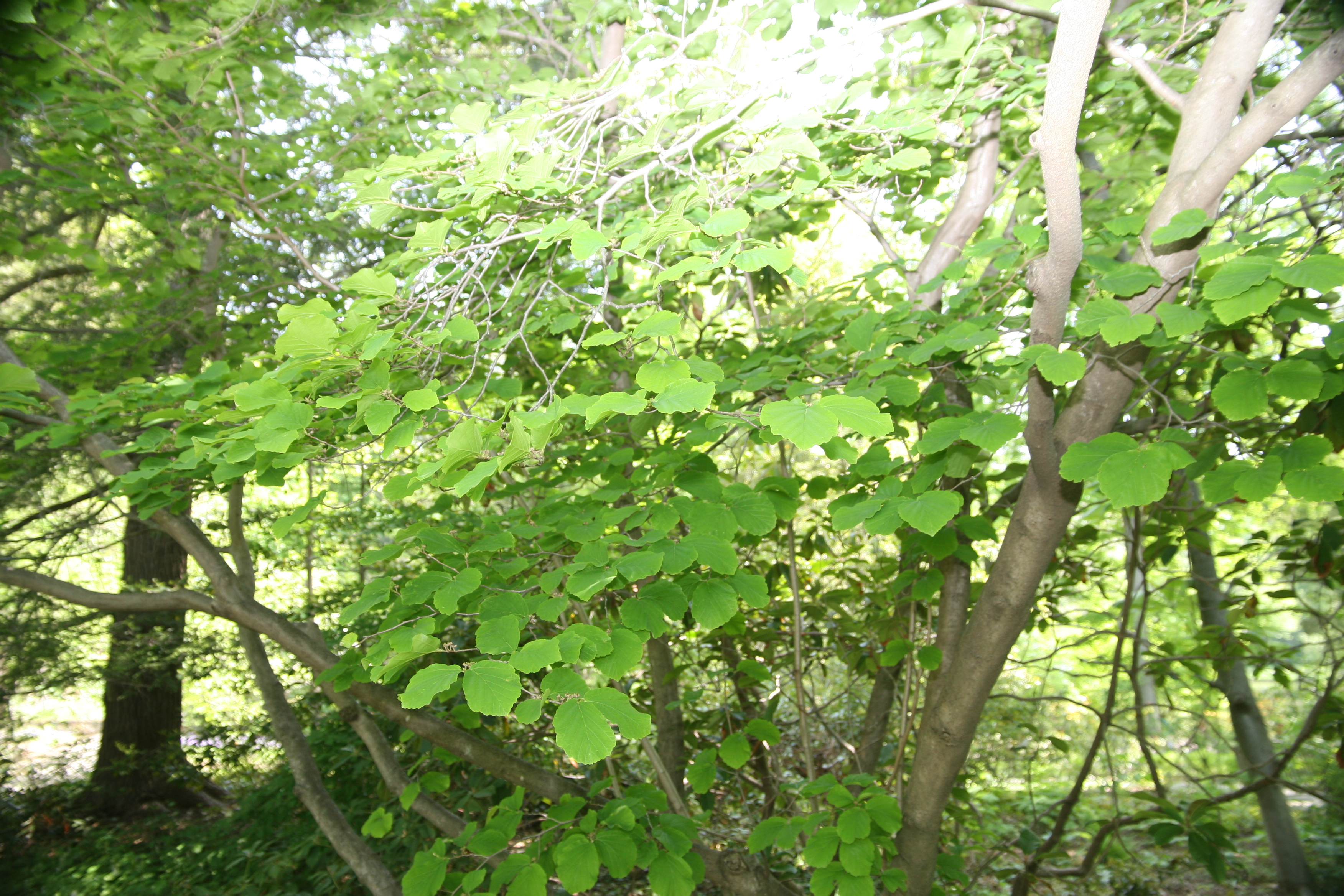
Hamamelis virginiana, Pennsylvanie.

### Plantes à tanins utilisées par la phytothérapie[5]
Les principales plantes médicinales dont l'activité pourrait être liée à la présence de tanins condensés sont :
- La feuille d'hamamélis (Hamamelis virginiana) contient jusqu'à 10 % de tanins au sens large dont des proanthocyanidols (oligomères à unités O-galloylées en C-3). Elle est traditionnellement utilisée dans les manifestations subjectives de l'insuffisance veineuse (jambes lourdes, hémorroïdes) et en usage local en cas d'irritations.
- L'aubépine (Crataegus monogyna et C. laevigata) comporte des feuilles et fleurs contenant des procyanidols dimères B-2, B-4, B-5, des procyanidols trimères C-1 et autres, tétramère D-1, pentamères et hexamères. L'(-)-épicatéchol est aussi présent en quantité notable. Elle est réputée active sur le cœur.

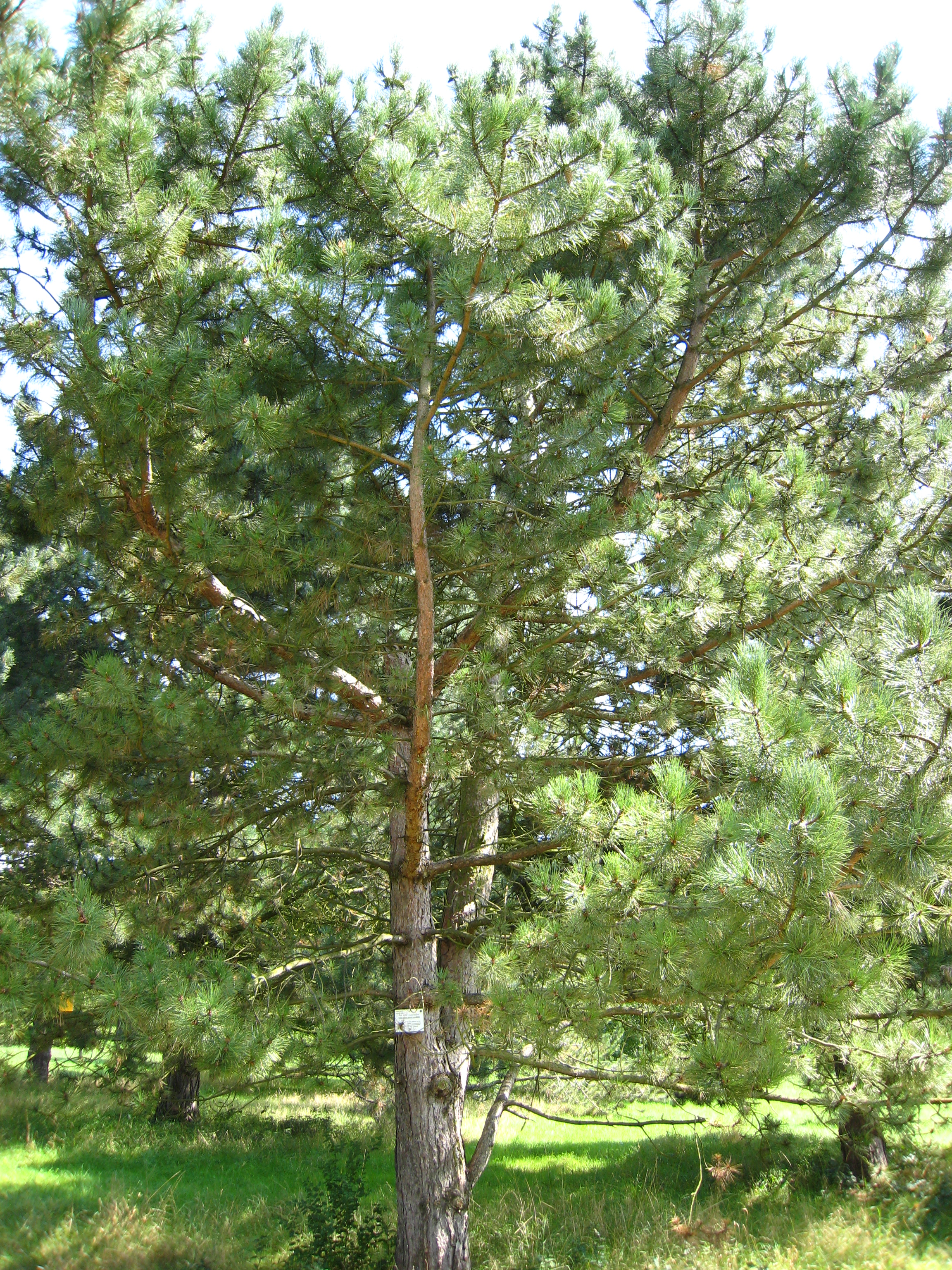
Pinus nigra spp., Rocquencourt

- Pinus nigra spp., RocquencourtL'airelle à gros fruits (Vaccinum macrocarpon) appelée canneberge au Canada, ou cranberry, est caractéristique par ses proanthocyanidols dimères A-2, B-2 et trimères de l'épicatéchol à liaison interflavanique de type A. Le jus est bénéfique dans le traitement des infections urinaires.
- La vigne (Vitis vinifera) est utilisée pour ses feuilles et ses pépins de raisins. Ces derniers très riches en procyanidols sont utilisés pour l'amélioration des symptômes en rapport avec l'insuffisance veinolymphatique (jambes lourdes, douleurs).
- Le pin (Pinus spp.) est utilisé pour son écorce riche en oligomères proanthocyanidoliques. Elle améliorerait les symptômes fonctionnels de l'insuffisance veineuse chronique.

## Biodisponibilité
Déprez et coll (2001) ont démontré que le (+)-catéchol, les dimères et trimères de proanthocyanidols étaient transportés au travers de la paroi intestinale mais que la perméabilité aux proanthocyanidols ayant un degré de polymérisation moyen de 6 était 10 fois inférieure ; ce qui semble indiquer que seuls les dimères et trimères seraient en partie absorbés et que les polymères atteindraient intacts le côlon où ils seraient dégradés. La microflore colique dégraderait ces polymères en acides phénols qui une fois absorbés se retrouvent dans les urines.
Deux études ont montré qu'après la consommation d'extrait de pépins de raisins ou de cacao riche en flavanols, on pouvait détecter dans le plasma de faible quantité de procyanidol B-1 et B-2. Dans la dernière analyse, la quantité de dimère B-2 dans le plasma était 100 fois inférieure à celle des monomères de flavan-3-ols.

## Activités biologiquesin vivo
Les procyanidols purifiés sont faiblement actifs in vitro mais de nombreuses études d'intervention menées in vivo ont mis en évidence les effets biologiques de la consommation de produits riches en proanthocyanidols (cacao, raisins et vins). Comme ces produits contiennent aussi des monomères flavaniques (catéchine et épicatéchine) et qu'une polymérisation un peu élevée empêche l'absorption, il est difficile de savoir si les effets sont attribuables aux procyanidols ou à la composante monomérique. La quarantaine d'études passées en revue par Williamson et Manach (2005) concernent principalement les effets sur le système vasculaire des aliments riches en procyanidols : augmentation notable de l'activité antioxydante du plasma, diminution du cholestérol LDL (le mauvais cholestérol), et augmentation du HDL, diminution de la susceptibilité à l'oxydation du LDL, diminution de la tension etc.
Covid-19
Une étude de novembre 2020 menée par l'université de Caroline du Nord suggère que les polyphénols spécifiques (flavanols et proanthocyanidines) contenus dans Vitis rotundifolia (raisin muscadine), dans le thé vert, dans le cacao et dans le chocolat noir affecteraient la capacité du virus SARS-CoV-2 à se fixer sur les cellules humaines, réduisant ainsi les taux d'infection et de transmission du virus, cause du Covid-19.

## Mécanismes d'action
Les mécanismes d'actions mis en jeu dans ces effets restent mystérieux mais plusieurs hypothèses sont en cours d'examen :
- Activité antioxydante

Les procyanidols dimériques ont une activité antioxydantes plus élevée que les flavanols (monomériques), les flavonols, ou les acides hydroxycinnamiques. Cependant cette activité non spécifique est limitée du fait de la faible biodisponibilité des proanthocyanidols. La faible quantité absorbée entre en concurrence avec les autres piégeurs de radicaux libres (α-tocophérol, ascorbates et glutathion) présents dans des concentrations très supérieures. Exception faite du tractus gastro-intestinal et peut-être du sang, l'action potentielle des polyphénols comme piégeurs de radicaux libres n'a probablement aucune signification physiologique dans la plupart des organes.
- Activation de l'oxyde nitrique synthase eNOS de l'endothélium des vaisseaux sanguins.

L'extrait polyphénolique de pellicules de raisins stimule une réaction vasodilatatrice qui viendrait d'une activation de eNOS, enzyme responsable de l'augmentation de la production d'oxyde nitrique NO. Les fractions actives des extraits contiennent des procyanidols et des anthocyanidols (pétunidine-O-coumaroyl-glucoside). L'activité vasodilatatrice des procyanidols tend à augmenter avec le degré de polymérisation (Fitzpatrick et al, 2002).
Deux études ont montré que la prise orale de L-arginine et de pycnogénol,
(procyanidols oligomères) était capable d'améliorer de manière significative la fonction sexuelle chez des hommes souffrant de dysfonctionnement érectile. Dans la première étude, après deux mois de traitement, 80 % des hommes ont retrouvé une érection normale et 92,5 % après trois mois. Dans la deuxième étude, la prise de pycnogénol pendant un mois a ramené l'indice de fertilité à sa valeur normale. On sait en effet que l'érection pénienne résulte de la relaxation des muscles lisses caverneux déclenchée par l'oxyde nitrique NO.
- L'inhibition de la synthèse de l'endothéline-1 in vitro.

L'endothéline est un peptide vasoconstricteur puissant qui jouerait un rôle essentiel dans la survenue de l'athérosclérose. Corder et ses collaborateurs, ont montré sur des cellules endothéliales en culture que les polyphénols du vin les plus puissants pour inhiber l'endothéline-1 étaient précisément ces procyanidols trouvés par Fitzpatrick et coll. Il s'agit d'OPC, des oligomères de procyanidols. Plus la concentration en OPC augmente, plus la synthèse d'endothéline diminue.
Le passage des études in vitro aux études in vivo sur l'homme ont apporté quelques déconvenues car si elles ont confirmé qu'une forte absorption de vin rouge (ou de vin rouge sans alcool) faisait bien diminuer le niveau d'endothéline-1, elles n'ont trouvé aucun changement dans le diamètre des coronaires épicardiques et leur débit (Kiviniemi et al, 2010).
- Compétition pour la liaison aux récepteurs membranaires des androgènes[36]

Un traitement avec des procyanidols dimériques B2 et B5 (et aux monomères) provoquent une redistribution du cytosquelette d'actine et une induction de l'apoptose et la régression des tumeurs.
Une autre étude montre que les procyanidols dimériques du vin rouge suppriment la biosynthèse des œstrogènes in situ par inhibition des aromatases.

## Quantification
Test de Bate-Smith

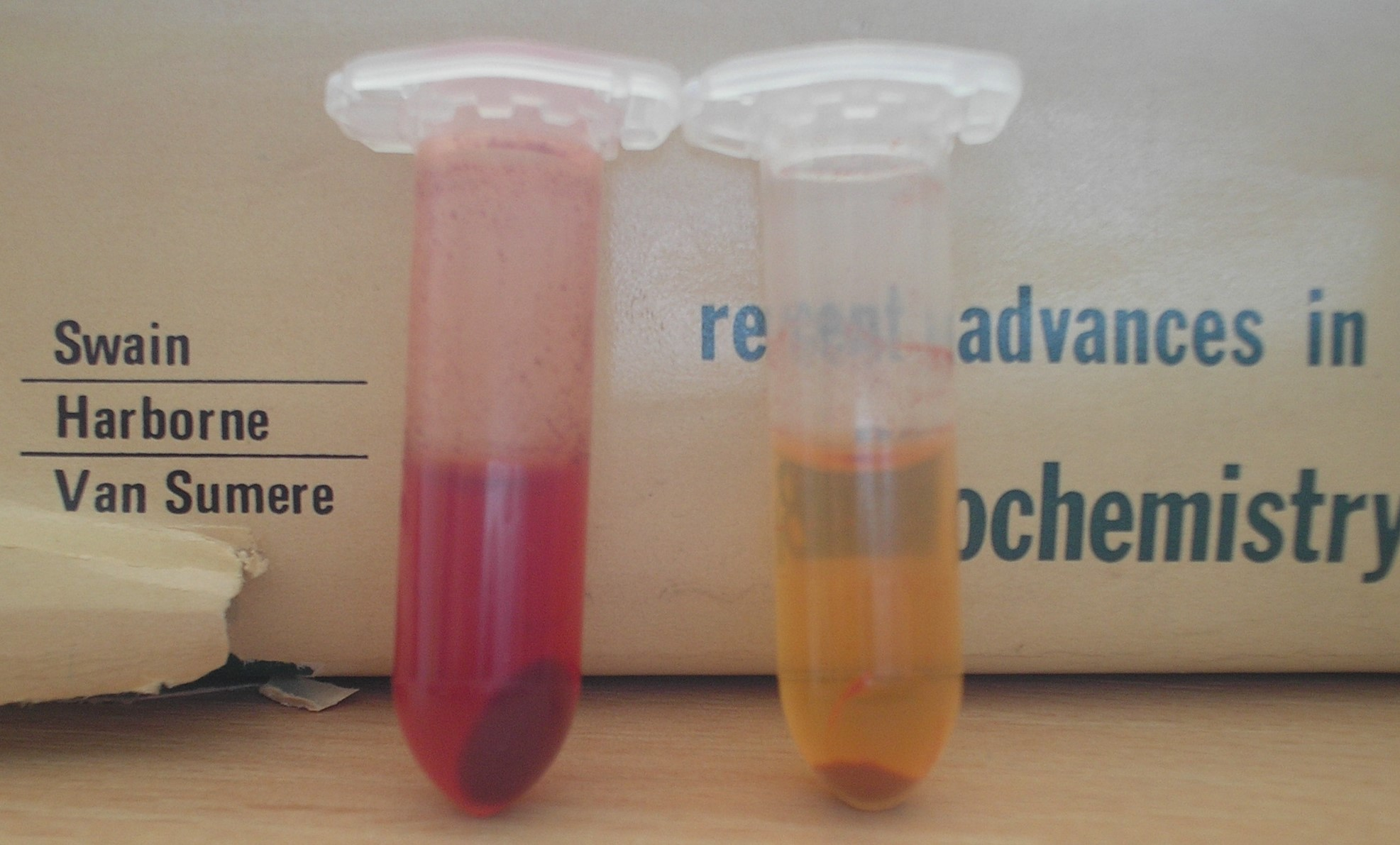
Coloration rouge apparue lors d'un test de Bate-Smith. Le tube de gauche a été chauffé en milieu acide pendant 30 minutes. Celui de droite est le témoin.

Le test de Bate-Smith est une méthode de quantification totale des tanins condensés (proanthocyanidines) par dépolymérisation par hydrolyse acide. Deux tubes sont préparés. Un est porté à 100°C pendant 30 minutes et à l'autre est gardé à 0°C durant le même temps (tube témoin). En présence de tanins condensés, une coloration rouge se développe. On stoppe la réaction avec un ajout d'éthanol. On mesure la différence d'absorbance à 550 nm entre les deux tubes. Cette différence est en rapport avec la quantité d'anthocyanidines formées, qui est elle-même en rapport avec la concentration initiale en tanin.